# ليني زاكس
ليني زاكس (بالإنجليزية: Lenny Sachs) هو مدرب كرة سلة أمريكي، ولد في 7 أغسطس 1897 في شيكاغو في الولايات المتحدة، وتوفي بنفس المكان في 27 أكتوبر 1942.

## روابط خارجية
- ليني زاكس على موقع قاعة المشاهير الجامعة الوطنية لكرة السلة (الإنجليزية)
- ليني زاكس على موقع كلية كرة السلة في سبورتس رفرنس.كوم (الإنجليزية)